# Front d'Alliberament de la Terra
El Front d'Alliberament de la Terra, més conegut pels seus noms en anglès, Earth Liberation Front (ELF), però també com Elfos o Els Elfos, és el nom d'un col·lectiu anònim i autònom d'individus o cèl·lules, que, d'acord amb ELF Press Office, usen "el sabotatge econòmic i la guerra de guerrilles per aturar l'explotació i destrucció del medi ambient.
El FLT va ser fundat en Brighton a Regne Unit en 1992 i es va estendre per la resta d'Europa sobre 1994. Actualment és un moviment social amb atacs reportats en més d'una dotzena de països i és àmpliament conegut com el germà petit del Front d'Alliberament Animal, per la relació i cooperació que hi ha entre els dos moviments. Usant el mateix model de resistència sense líder, també segueix una línies similar al FLA, els simpatitzants diuen que és un grup d'ecodefensa dedicat a treure el motiu del lucre fora de la destrucció mediambiental causant dany econòmic a negocis a través de l'acció directa.
El FLT va ser classificat com la major amenaça terrorista domèstica als Estats Units pel FBI al març de 2001, i estan categoritzats com ecoterroristas. Les premisses del FLT requereixen que els individus o grups que es basin en els seus ideals "prenguin totes les precaucions necessàries per evitar qualsevol dany a qualsevol animal, humà o no." Referent a la falta de morts pels atacs del ELF, el sotsdirector adjunt del FBI per a la lluita contra el terrorisme va dir "Penso que hem tingut sort. Quan inicies un d'aquests focs aquests poden descontrolarse." El nom es va fer públic quan van aparèixer al programa de televisió 60 minuts en 2005.

## Estructura i objectius
El dany econòmic realitzat mitjançant sabotatge i altres tipus d'acció directa és realitzat contra les instal·lacions involucrades en la indústria maderera, l'enginyeria genètica, els cultius de OMG, la desforestació, la venda de vehicles esportius utilitaris, la dispersió urbana, el desenvolupament rural de racimo i el desenvolupament de McMansion, la producció d'energia i distribució, i una àmplia varietat d'altres activitats, totes percebudes pel FLT com a explotació de la Terra, el seu medi ambient i els seus habitants.
El Front d'Alliberament de la Terra no té lideratge formal, jerarquia, membres o portaveus oficials. Totalment descentralitzat, consisteix en individus o cèl·lules que trien el terme com una bandera a usar. Els individus són comunament coneguts per treballar en grups d'afinitat, coneguts com a cèl·lules, i usualment autofundadas.
Les tècniques inclouen destrucció de la propietat, usant eines per desactivar o emprant els incendis per destruir el que els activistes creuen que sol ferir als animals, gent o el medi ambient. Aquestes accions són de vegades conegudes com a ecotaje i hi ha marcades diferències entre les seves accions realitzades als Estats Units i les del Regne Unit.
Jeff "Free" Luers, qui està complint una condemna per deu anys per l'ús de bombes incendiàries en els vehicles tot camí d'un concessionari, que va ser revisat de vint a dos anys i deu mesos, descriu per què el FLT existeix i per què s'han mantingut en les directrius que es va publicar inicialment per al moviment:
Amb moltes raons diferents per les quals els activistes del FLT realitzen sabotatge econòmic, un comunicat a la premsa reivindicant la responsabilitat d'un incendi contra la dispersió urbana al desembre de 2000, descrivia la raó per la qual una cèl·lula va realitzar l'acció. Com els membres del FLT solen fer, van manifestar que l'incendi de la casa va ser no violent, perquè van inspeccionar abans si hi havia éssers vius, una qüestió que és molt debatuda dins del moviment ecologista.
Qualsevol acció directa per parar la destrucció del medi ambient que s'adhereixi a les estrictes normes de la no violència, pot ser considerada una acció del FLT. El sabotatge econòmic i la destrucció són els focus principals de les seves directrius publicades:
Alguns dels atacs més comuns i notables són contra el desenvolupament de cases multimilionàries, conegudes com a McMansions, un objectiu freqüent en la campanya del FLT. En un comunicat a l'Oficina de Premsa del FLT a Amèrica del Nord, que després va ser publicat en The Environmental Magazine, el grup va declarar en 2001:

### Oficina de premsa
L'Oficina de Premsa del Front d'Alliberament de la Terra a Amèrica del Nord (en anglès, North American Earth Liberation Front Press Office, abreujada com NAELFPO o ELFPO), va ser rellançada a l'octubre de 2008, rebent comunicats anònims d'activistes, per distribuir a la premsa i el públic, discutir els motius, ideologies i història darrere d'aquestes accions.
Craig Rosebraugh va ser el portaveu no oficial d'aquesta oficina des de 1997 fins a prop de setembre de 2001. S'han plantejat dubtes sobre si Rosebraugh o altres portaveus no oficials actualment tenen vincles amb les cèl·lules en qüestió, si bé l'oficina de premsa argumenta que no coneix la identitat dels membres del FLT.

### Xarxes de suport
Xarxes de suport a presoners recolzen als presoners del FLT, com Spirit of Freedom Earth Liberation Prisoners Support Network (ELSPN), una pàgina web anglesa que llista tots els presoners pertanyents al FLT, així com una altra varietat de "presoners de consciència". També hi ha xarxes de suport al FLT a Bèlgica, Itàlia, Amèrica del Nord, Polònia i Turquia, que col·lectivament coordinen el suport als presoners, així com pàgines per a presoners específics, com Rod Coronat, Jeff "Free" Luers, Daniel McGowan, Briana Waters and Tre Arrow. La xarxa distribueix literatura escrita per aquells que estan a la presó als quals els recolzen i altres grups de suport, i de vegades col·lecta fons per a aquells que necessiten ajuda econòmica en els seus judicis.

### Filosofia
Els ecologistes radicals, que es diuen liberacionistas de la Terra, són d'un àmplia gamma de diverses ideologies i teories. Aquests inclouen liberacionistas dels animals, anticapitalistes, anarquistes verds, ecologistes profunds, ecofeministas i antiglobalitzadors.
Els membres del FLT argumenten que l'acció directa és necessària per aconseguir l'alliberament de la Terra, també anomenada moviment de ecoresistencia, i una part del moviment radical medioambientalista. El FLT afirma que podria ser similar a com el FLA s'ha projectat en el moviment d'alliberament animal. També tenen la intenció que, de la mateixa manera en què els liberacionistas dels animals "recolzen des de fora" amb campanyes legals, els liberacionistas de la Terra poden socórrer organitzacions ambientalistas més àmplies, com Earth First!, mitjançant actes de ecotaje.

## Origen

### Regne Unit
El Front d'Alliberament de la Terra va ser fundat en 1992 en Brighton, Anglaterra per membres del moviment mediambiental Earth First! (EF!) en la primera trobada nacional realitzat. En aquest temps, EF! s'havia tornat molt popular, per la qual cosa les inquietuds de les persones es basen en el manteniment d'aquesta popularitat i per això no associar-se amb trencar obertament la llei. No va haver-hi un acord universal sobre això, però es va acceptar en el moviment que els membres britànics de EF! devien en el seu lloc advocar i concentrar-se en la desobediència civil i manifestacions massives. Si la gent volia participar en actes de ecotaje, el nou nom "Front d'Alliberament de la Terra" seria usat, nom i directrius que derivaven del Front d'Alliberament Animal (FLA), un altre moviment que usa l'acció directa per alliberar animals o sabotejar les companyies que els usen. Va ser sobreentès que la simplicitat de les directrius va ser crucial parell aconseguir guanyar tanta gent per a la causa com fos possible, amb la intenció que el FLT es tornés ràpidament tan popular com el FLA.

#### Nit de la Terra
La primera acció del FLT és desconeguda o no ha estat documentada, però una de les primeres i més notables accions va ser en el April's Fool Earth Night 1992, una nit organitzada per activistes per realitzar ecotaje i una de les primeres d'aquestes. Els Elfos, com també eren coneguts van prendre com a objectiu Fisons, una empresa de torba acusada de destruir pantans de torba causant un dany d'entre 50.000 i 70.000 lliures. Bombes, camions i altres tipus de maquinària pertanyent a la companyia van ser destruïdes després de la campanya legal de Friends of the Earth, que durant dos anys va advocar per un boicot de l'empresa. La revista Green Anarchist va publicar un comunicat amb les demandes del FLT:

#### EF! Journal
En el nombre de setembre-octubre de 1993 delEarth First! Journal, un article anònim va anunciar la creació de la ELF a Anglaterra. Es va dir que la ELF és un moviment de funcionament independent de ecosaboteadores que neix del moviment del EF! britànic, que s'ha centrat directament en les accions públiques. L'autor va comentar que, a diferència del FLA que busca publicitat: "Les cèl·lules del FLT, per raons de seguretat, treballen sense informar a la premsa i no reivindiquen la responsabilitat de les seves accions."

## Desenvolupament del FLT a l'estranger

### Europa
El FLT es va estendre ràpidament a través d'Europa en 1994, primer amb les accions que es van produir Holanda, Alemanya, Rússia, Escandinàvia, Nova Zelanda, Itàlia, Irlanda, Polònia, Espanya, França i Finlàndia, i el nom començava a ser conegut a tot el món. i és àmpliament considerat com la germana menor del Front d'Alliberament Animal, per la relació i cooperació entre els dos moviments. Es creu que les cèl·lules ràpidament es van establir als nous països a causa de la difusió mundial de Earth First! i la connexió entre els dos grups. Els elfs britànics També van estar prenent contacte amb activistes de mentalitats vinculades, per informar-los sobre el FLT i les seves tàctiques, amb els missioners dirigits específicament a França, Espanya, Alemanya i Holanda.
En dos anys, McDonalds hi havia vandalizado a Alemanya i Polònia, l'Aeroport de Ámsterdam i es va sabotejar amb cotxes tirats i torres de caça van ser destruïdes als Països Baixos i Alemanya, probablement inspirats per accions similars contra la caça del FLA.

### Amèrica del Nord

#### ELA canadenc
La primera avez que es va conèixer una acció d'alliberament de la terra que va succeir a Amèrica del Nord, va anar en 1995, a Canadà, per un grup que es deia a si mateix Earth Liberation Army (Exèrcit d'Alliberament de la Terra, ELA). Van ser considerats pels Elfos Europeus els "cosins transatlàntics". El 19 de juny de 1995, ELA va cremar un museu de vida salvatge i va danyar una casa de caça en la Columbia Britànica.

#### Estats Units
En el Dia de la Hispanitat de 1996, activistes van pintar amb sprays "504 anys de genocidi" i "FLT" en els murs d'una oficina de relacions públiques així com en un restaurant de McDonalds en Oregon, les accions anessin les primeres del FLT als Estats Units.
Al mateix restaurant se li van segellar els panys amb cola i van ser pintats amb spray una altra vegada, però aquesta vegada en suport de British McLibel Two, dos activistes que distribuïen pamflets anti-McDonalds. L'endemà es va reportar que en altres dos McDonalds, també a Oregon, activistes del FLT van segellar els seus pany amb cola.
L'altra única acció reportada de l'any va ser en el dia de Nadal, quan una granja pelletera va ser aplanada i es van alliberar 150 visones a la terra salvatges dels Grans Lagos, pel FLT.

## Atacs notables entre 1998 i 2008
El FLT va guanyar l'atenció nacional per una sèrie d'accions que els van fer guanyar l'etiqueta de ecoterroristas, i una de les majors amenaces de terrorisme domèstic, segons el FBI, als Estats Units.
Això va venir després de la crema d'una estació d'esquí en Vail, Colorado, el 19 d'octubre, que va costar 12 milions de dòlars. En un comunicat a la premsa, el FLT va dir:
Les accions també incloïen sabotatges de línies elèctriques, l'incendi d'un concessionari de vehicles tot camí i la crema de la seu d'una explotadora forestal causant danys per un milió de dòlars. Els Elfos van escriure en el periòdic local "Que això sigui una lliçó per totes les cobejoses corporacions multinacionals que no respecten els seus ecosistemes", amb la majoria d'accions dutes a terme en Oregon. Els acusats en el cas van ser després imputats en l'operació del FBI Operation Backfire, que va incloure 17 actes de destrucció de la propietat.
Llavors el FLT va encendre un foc a la Universitat Estatal de Míchigan en Nit de cap d'any, usant una bomba de gasolina causant danys d'1,1 milions de dòlars, pel seu treball d'enginyeria en organismes modificats genèticament. L'endemà, equipament de talar comercial va ser incendiat amb "ELF" i "Go Log in Hell" ("Veu a talar a l'infern") pintat amb spary en un camió. El març de 2008, quatre activistes van ser imputats per tots els incendis. El 27 de novembre, en Oregon, el FLT va cremar la mansió de Legend Ride i enviament un missatge al Boulder Weekly dient "Visqui la revolution!" Els danys van ser estimats en 2.5 milions de dòlars.